# 亞羅韋 (布倫區)
50°59′6″N 33°34′11″E / 50.98500°N 33.56972°E
亞羅韋（烏克蘭語：Ярове）是位於烏克蘭東北部的村莊，由蘇梅州羅姆內區的赫梅利夫市鎮負責管轄。該村距離胡斯強卡1公里，海拔高度163米，2001年人口222，居民使用烏克蘭語。